# Epískopos
Epískopos (Episkopos) är en ort i Grekland.   Den ligger i prefekturen Lefkas och regionen Joniska öarna, i den centrala delen av landet, 270 km väster om huvudstaden Aten. Epískopos ligger 1 meter över havet och antalet invånare är 103. Den ligger på ön Lefkas.
Terrängen runt Epískopos är lite bergig. Havet är nära Epískopos åt sydost.  Närmaste större samhälle är Lefkáda, 6,9 km norr om Epískopos. 